# Hercules and Coach No. 2
 (juin 2020).
Pour les articles homonymes, voir Hercules.
L'Hercules and Coach No. 2 est un train américain exposé dans le comté d'Edmonson, au Kentucky. Il est composé d'une locomotive à vapeur et d'une voiture voyageurs placées sous un abri. Protégé au sein du parc national de Mammoth Cave, il est inscrit au Registre national des lieux historiques depuis le 10 octobre 1975.